# Fernando Prestes
Fernando Prestes este un oraș în São Paulo (SP), Brazilia.